# Osterhorn
Osterhorn là một đô thị tại huyện Pinneberg, trong bang Schleswig-Holstein, nước Đức. Đô thị này có diện tích 6,38 km², dân số thời điểm 31 tháng 12 năm 2006 là 435 người.